# Radzice Duże
Radzice Duże [pronunciación en polaco: /raˈd͡ʑit͡sɛ ˈduʐɛ/] es un pueblo en el distrito administrativo de Gmina Drzewica, dentro del Distrito de Opoczno, Voivodato de Łódź, en el centro de Polonia. Se encuentra aproximadamente 4 kilómetros al oeste de Drzewica, 12 kilómetros al noreste de Opoczno, y 76 kilómetros al sudeste de la capital regional, Łódź.
El pueblo tiene una población de 730 habitantes.